# Hoàng Hanh (xã)
Hoàng Hanh là một xã thuộc thuộc thành phố Hưng Yên, tỉnh Hưng Yên, Việt Nam.

## Địa lý
Xã Hoàng Hanh nằm ở cực nam thành phố Hưng Yên, có vị trí địa lý:
- Phía đông giáp xã Tân Hưng
- Phía tây giáp xã Quảng Châu
- Phía nam giáp Sông Hồng
- Phía bắc giáp xã Phương Nam.

Xã Hoàng Hanh có diện tích 4,64 km², dân số năm 2019 là 4.101 người, mật độ dân số đạt 884 người/km².

## Lịch sử
Ngày 6 tháng 8 năm 2013, Chính phủ ban hành Nghị định 95/NQ-CP về việc điều chỉnh toàn bộ diện tích tự nhiên và nhân khẩu của xã Hoàng Hanh thuộc huyện Tiên Lữ về thành phố Hưng Yên quản lý.